# Pilatus PC-24
De Pilatus PC-24 is een lichte Zwitserse tweemotorige laagdekker zakenjet, gebouwd door Pilatus Aircraft. De eerste vlucht vond plaats op 11 mei 2015. Er zijn sinds de productiestart in 2017 totaal 100 exemplaren gebouwd.

## Ontwerp en historie

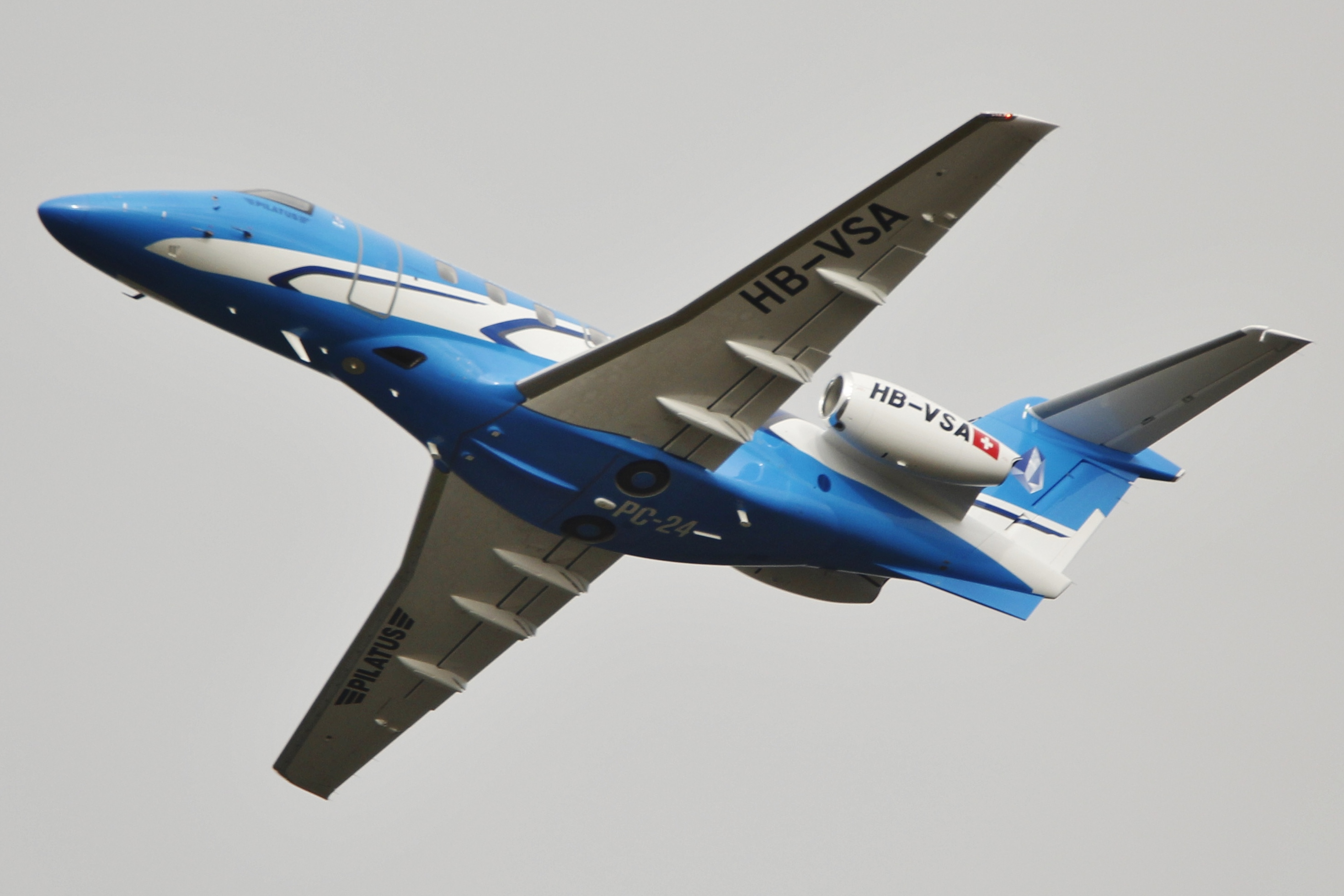
Pilatus PC-24 (2017)

Na het succes met de Pilatus PC-12 single-turboprop werd in 2007 het startsein gegeven voor de ontwikkeling van een tweemotorige Pilatus zakenjet. De uitgangspunten waren, naast snelheid, vliegbereik en betrouwbaarheid, ook de mogelijkheid om korte onverharde landingsbanen te kunnen gebruiken. De PC-24 heeft genoeg aan een (onverharde) landingsstrook van slechts 893 meter, waardoor het aantal mogelijke bestemmingen voor deze zakenjet zeer uitgebreid is.
Analoog aan de PC-12 beschikt de PC-24 over zowel een airstair passagiersdeur aan de voorkant als over een grote vrachtdeur aan de achterkant, geschikt voor vrachtpallets. De EASA certificering werd in december 2017 afgerond.

## Vergelijkbare vliegtuigen
- Embraer Phenom 300
- Cessna Citation Excel